# Réticulocyte
Ne doit pas être confondu avec Cellule réticulaire.
Le réticulocyte est la cellule précédant le stade d'érythrocyte dans l'érythropoïèse. Il lui est quasiment semblable.
Les réticulocytes sont des globules rouges jeunes qui possèdent encore des ribosomes et des mitochondries, mais dépourvues de péroxysome. Ils sont dès lors capables d'un métabolisme assez intense et ils synthétisent encore activement de l'hémoglobine. On les reconnait le plus facilement au moyen de colorations utilisant le bleu de crésyl ou le bleu de méthylène : dans ces conditions les organites cellulaires cités plus haut sont rendus visibles sous la forme d'une « substance granulo-filamenteuse » caractéristique.
Le bleu de méthylène étant un marqueur basique, il se fixe sur des cellules acides, le réticulocyte est donc acide (du fait de la présence d'ARN entre autres) il sera donc dit comme basophile.

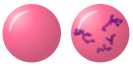
schéma montrant un réticulocyte sous coloration MGG à gauche et sous coloration bleu de méthylène montrant la substance granulofilamenteuse à droite.

## Importance clinique
Le taux des réticulocytes est exprimé en pourcentage du nombre de globules rouges par millimètre cube. Le taux normal est de :
- 0,2 à 2 % chez l'adulte (généralement 0,5 à 1,5 %) ;
- 2 à 6 % chez le petit enfant.

Le taux des réticulocytes traduit l'activité de l'érythropoïèse médullaire.
La réticulocytose s'élève dans toutes les circonstances où la moelle osseuse fait un effort de régénération : les taux les plus élevés sont donc observés dans les anémies hémolytiques et après une hémorragie aiguë. Toutefois (cf. Insuffisances médullaires) un pourcentage légèrement élevé de réticulocytes ne signifie pas nécessairement qu'il existe une hyperactivité médullaire.
Il est un indicateur du type d'anémie. En effet, pour compenser l'anémie, la moelle produit plus d'érythrocytes lorsque ces derniers ont une durée de vie raccourcie, la durée de vie normale étant de 120 jours. Si leur durée de vie est ramenée à 20 jours, par exemple, la moelle devra produire six fois plus de globules. Dix pour cent de ces globules rouges seront âgés de moins de deux jours et seront donc des réticulocytes.
Ainsi, un taux augmenté de réticulocytes signe la compensation par la moelle d'une perte anormale d'hématies, qu'il s'agisse d'une hémolyse de toute origine possible, ou d'une hémorragie chronique.
D'une manière générale, on estime qu'un taux sanguin de réticulocytes inférieur à 20 milliards par litre est signe d'une anémie arégénérative (la moelle ne compense pas la perte de globules rouges), alors qu'un taux de réticulocytes supérieur à 120 milliards par litre est signe d'une anémie régénérative (la moelle compense).
La proportion normale de réticulocytes dans le sang correspond à entre 1 et 2 % des globules rouges circulant, soit 20 à 120 milliards par litre.
Un nombre anormalement bas de réticulocytes peut signaler un mauvais fonctionnement de la moelle osseuse comme dans les cas d’anémie aplasique (moelle non fonctionnelle), ou résulter d’une cirrhose du foie, d’une maladie rénale, d’un traitement du cancer par radiothérapie ou chimiothérapie, d’un faible taux d’érythropoïétine, ou encore d’une déficience non traitée en fer, acide folique ou vitamine B12.

## Recherche scientifique
Les réticulocytes constitue un outil précieux pour les biologistes qui étudient la traduction génétique des protéines. Les réticulocytes sont inhabituels parmi les cellules par le fait qu'ils contiennent toute la machinerie nécessaire pour traduire les protéines mais n'ont pas de noyau, donc ces cellules sont très utiles puisque le noyau d'une cellule contient de nombreux composants qui rendent difficile l'étude de la traduction. Les scientifiques peuvent collecter des réticulocytes d'animaux tels que des lapins et extraire l'ARNm et les enzymes de traduction génétique pour étudier la traduction des protéines dans un système in vitro acellulaire (en), permettant un meilleur contrôle de l'environnement dans lequel les protéines sont synthétisées,.